# 亀井茲長
亀井 茲長（かめい これなが）は、江戸時代中期の石見国津和野藩の世嗣。官位は従五位下・能登守。

## 略歴
3代藩主・亀井茲親の長男として誕生した。母は宗義真の娘・六。正室は水野忠周の娘、近子。子は茲延（長男）、満博（次男）、亀井茲親養女（鳥居忠意正室）。
津和野藩嫡子として生まれ、元禄12年（1699年）に将軍徳川綱吉に御目見する。元禄15年（1702年）に叙任されたが、家督を相続することなく享保11年（1726年）に39歳で死去した。
代わって、末弟の慈満が嫡子となった。